# Persone di cognome Tanaka
| Questa pagina contiene informazioni ricavate automaticamente dalle voci biografiche con l'ausilio del template Bio e di un bot. L'aggiornamento è periodico e automatico e ricostruisce completamente la pagina. Se manca una persona in questa lista, sei pregato di non aggiungerla, ma accertati piuttosto che la sua voce biografica contenga il template Bio e che i dati anagrafici siano correttamente compilati. Se il template Bio manca, inseriscilo tu stesso o, in alternativa, metti l'avviso {{tmp\|Bio}} che ne segnala la mancanza. Se i dati riportati sono sbagliati, correggi direttamente la voce biografica; le modifiche saranno visibili in questa lista entro pochi giorni. Per chiarimenti vedi il progetto antroponimi. La lista contiene solo le 75 persone che sono citate nell'enciclopedia e per le quali è stato implementato correttamente il template Bio. Pagina aggiornata al 23 lug 2025. |

Questa è una lista di persone presenti nell'enciclopedia che hanno il cognome Tanaka, suddivise per attività principale.

## Allenatori di calcio(1)
- Kōji Tanaka, allenatore di calcio e ex calciatore giapponese (Prefettura di Saitama, n. 1955)

## Ammiragli(1)
- Raizō Tanaka, ammiraglio giapponese (Prefettura di Yamaguchi, n. 1892 - † 1969)

## Architetti(1)
- Masaaki Tanaka, architetto giapponese (n. 1952)

## Atlete paralimpiche(1)
- Teruyo Tanaka, ex atleta paralimpica giapponese (Toki, n. 1959)

## Attivisti(1)
- Terumi Tanaka, attivista giapponese (Manciukuò, n. 1932)

## Attori(5)
- Hideyuki Tanaka, attore e doppiatore giapponese (Tokyo, n. 1950)
- Kei Tanaka, attore giapponese (Tokyo, n. 1984)
- Kunie Tanaka, attore giapponese (Toki, n. 1932 - † 2021)
- Kōtarō Tanaka, attore giapponese (Tokyo, n. 1982)
- Sosei Tanaka, attore giapponese (Giappone)

## Attrici(5)
- Kinuyo Tanaka, attrice e regista giapponese (Shimonoseki, n. 1909 - Tokyo, † 1977)
- Mayumi Tanaka, attrice e doppiatrice giapponese (Tokyo, n. 1955)
- Michiko Tanaka, attrice e cantante giapponese (Tokyo, n. 1913 - Monaco di Baviera, † 1988)
- Misako Tanaka, attrice giapponese (Shimane Oki Island, n. 1959)
- Yūko Tanaka, attrice e doppiatrice giapponese (Ikeda, n. 1955)

## Botanici(1)
- Yoshio Tanaka, botanico giapponese (Iida, n. 1838 - † 1916)

## Calciatori(16)
- Ao Tanaka, calciatore giapponese (Kawasaki, n. 1998)
- Atomu Tanaka, calciatore giapponese (Niigata, n. 1987)
- Hayuma Tanaka, ex calciatore giapponese (Matsumoto, n. 1982)
- Hideo Tanaka, ex calciatore giapponese (Uki, n. 1983)
- Jun'ya Tanaka, ex calciatore giapponese (Tokyo, n. 1987)
- Makoto Tanaka, ex calciatore giapponese (Shizuoka, n. 1975)
- Nobutaka Tanaka, ex calciatore giapponese (Prefettura di Saitama, n. 1971)
- Satoshi Tanaka, calciatore giapponese (Nagano, n. 2002)
- Shinji Tanaka, ex calciatore giapponese (Prefettura di Saitama, n. 1960)
- Shunta Tanaka, calciatore giapponese (Osaka, n. 1997)
- Tatsuya Tanaka, ex calciatore giapponese (Shūnan, n. 1982)
- Tatsuya Tanaka, calciatore giapponese (Fukuoka, n. 1992)
- Yasukazu Tanaka, ex calciatore giapponese (n. 1933)
- Yūdai Tanaka, ex calciatore giapponese (Yasu, n. 1988)
- Yūsuke Tanaka, ex calciatore giapponese (Fukuoka, n. 1986)
- Yūsuke Tanaka, calciatore giapponese (Hachiōji, n. 1986)

## Calciatrici(3)
- Asuna Tanaka, calciatrice giapponese (n. 1988)
- Mina Tanaka, calciatrice giapponese (Ubon Ratchathani, n. 1994)
- Yōko Tanaka, calciatrice giapponese (Yamaguchi, n. 1993)

## Cantanti(2)
- Kōki Tanaka, cantante e attore giapponese (Chiba, n. 1985)
- Reina Tanaka, cantante, doppiatrice e modella giapponese (Prefettura di Fukuoka, n. 1989)

## Cavalieri(1)
- Toshiyuki Tanaka, cavaliere giapponese (Fukuoka, n. 1985)

## Cestisti(2)
- Daiki Tanaka, cestista giapponese (Unzen, n. 1991)
- Hidejirō Tanaka, cestista giapponese (n. 1910)

## Chimici(1)
- Kōichi Tanaka, chimico e ingegnere giapponese (Toyama, n. 1959)

## Compositori(2)
- Hirokazu Tanaka, compositore e musicista giapponese (n. 1957)
- Kōhei Tanaka, compositore giapponese (Osaka, n. 1954)

## Doppiatori(2)
- Banjō Ginga, doppiatore giapponese (Kōfu, n. 1948)
- Kazunari Tanaka, doppiatore giapponese (Prefettura di Osaka, n. 1967 - Tokyo, † 2016)

## Doppiatrici(3)
- Atsuko Tanaka, doppiatrice giapponese (Maebashi, n. 1962 - † 2024)
- Minami Tanaka, doppiatrice giapponese (Prefettura di Kanagawa, n. 1996)
- Rie Tanaka, doppiatrice e cantante giapponese (Sapporo, n. 1979)

## Fumettiste(1)
- Meca Tanaka, fumettista giapponese (Prefettura di Aichi, n. 1976)

## Fumettisti(2)
- Masashi Tanaka, fumettista giapponese (Gōtsu, n. 1962)
- Yasuki Tanaka, fumettista giapponese (n. 1982)

## Generali(1)
- Ryūkichi Tanaka, generale giapponese (prefettura di Shimane, n. 1893 - † 1972)

## Ginnasti(2)
- Kazuhito Tanaka, ex ginnasta giapponese (n. 1985)
- Yūsuke Tanaka, ginnasta giapponese (Wakayama, n. 1989)

## Giocatori di baseball(1)
- Masahiro Tanaka, giocatore di baseball giapponese (Itami, n. 1988)

## Judoka(1)
- Shiho Tanaka, judoka giapponese (n. 1998)

## Maratoneti(1)
- Shigeki Tanaka, maratoneta giapponese (Hiroshima, n. 1931 - † 2022)

## Militari(2)
- Tanaka Giichi, militare e politico giapponese (Hagi, n. 1864 - Tokyo, † 1929)
- Tanaka Yoshimasa, militare giapponese (n. 1548 - † 1609)

## Multiplisti(1)
- Hiromasa Tanaka, multiplista giapponese (n. 1981)

## Musicisti(1)
- Fantastic Plastic Machine, musicista, disc jockey e produttore discografico giapponese (Kyōto, n. 1966)

## Nuotatrici(2)
- Masami Tanaka, ex nuotatrice giapponese (Hokkaidō, n. 1979)
- Satoko Tanaka, ex nuotatrice giapponese (Sasebo, n. 1942)

## Pattinatori artistici su ghiaccio(1)
- Keiji Tanaka, pattinatore artistico su ghiaccio giapponese (Kurashiki, n. 1994)

## Piloti motociclistici(1)
- Teisuke Tanaka, pilota motociclistico giapponese (Kawagoe, n. 1937 - † 2015)

## Pittori(1)
- Tanaka Masunobu, pittore e incisore giapponese

## Politici(1)
- Kakuei Tanaka, politico giapponese (Nishiyama, n. 1918 - Tokyo, † 1993)

## Produttori cinematografici(1)
- Tomoyuki Tanaka, produttore cinematografico giapponese (Kashiwara, n. 1910 - Tokyo, † 1997)

## Registi(1)
- Hideo Tanaka, regista, attore e produttore cinematografico giapponese (n. 1933 - † 2011)

## Sciatrici alpine(1)
- Yoshiko Tanaka, sciatrice alpina giapponese

## Scrittori(1)
- Yoshiki Tanaka, scrittore giapponese (Hondo, n. 1952)

## Supercentenarie(1)
- Kane Tanaka, supercentenaria giapponese (Wajiro, n. 1903 - Fukuoka, † 2022)

## Wrestler(3)
- Hisao Tanaka, wrestler statunitense (Los Angeles, n. 1921 - Las Vegas, † 1991)
- Masato Tanaka, wrestler giapponese (Wakayama, n. 1973)
- Pat Tanaka, ex wrestler statunitense (Honolulu, n. 1961)